# Ida Hellström
Ida Hellström (26 de marzo de 1979) es una deportista sueca que compitió en lucha libre. Ganó 4 medallas en el Campeonato Mundial de Lucha entre los años 1996 y 2002, y 4 medallas en el Campeonato Europeo de Lucha entre los años 2000 y 2004.

## Palmarés internacional
| Campeonato Mundial | Campeonato Mundial    | Campeonato Mundial | Campeonato Mundial |
| Año                | Lugar                 | Medalla            | Categoría          |
| ------------------ | --------------------- | ------------------ | ------------------ |
| 1996               | Sofía (Bulgaria)      | Medalla de bronce  | 50 kg              |
| 1998               | Poznań (Polonia)      | Medalla de plata   | 51 kg              |
| 2000               | Sofía (Bulgaria)      | Medalla de bronce  | 51 kg              |
| 2002               | Calcis (Grecia)       | Medalla de bronce  | 48 kg              |
| Campeonato Europeo |                       |                    |                    |
| Año                | Lugar                 | Medalla            | Categoría          |
| 2000               | Budapest (Hungría)    | Medalla de plata   | 51 kg              |
| 2002               | Seinäjoki (Finlandia) | Medalla de plata   | 51 kg              |
| 2003               | Riga (Letonia)        | Medalla de plata   | 51 kg              |
| 2004               | Haparanda (Suecia)    | Medalla de plata   | 51 kg              |